# كوبا بيرو 2001
كوبا بيرو 2001 (بالإسبانية: Copa Perú 2001)‏ هو الموسم 29 من كوبا بيرو ‏. فاز فيه كورونل بولوجنسي.